# Sveriges scoutförbund
Sveriges scoutförbund (SS) var det første selvstændige svenske spejderkorps. Det første spejderkorps i Sverige var dog KFUMs spejdere.

## Historie
Korpset stiftedes 3. januar 1912 med Ebbe Lieberath som spejderchef, som en reaktion på splittelsestrusler, som ramte den tidlige svenske spejderbevægelse. Man frygtede også at uønskede kræfter skulle overtage nogle af spejderbevægelsens ideer. Samme år som korpset dannedes, holdt det sin første korpslejr, som fandt sted på Djurgården i forbindelse med at OL blev afholdt i Stockholm.
Under anden verenskrig optrappede korpset sit samfundsarbejde, og spejderne arbejdede med blandt andet luftværn og landbrug. Mange spejdere fik også fadderbørn i nabolandene. I 1942 dannede korpset sammen med over tredive andre ungdomsorganisationer samarbejdsorganet Sveriges Ungdomsberedskap, som senere udvikle sig til Landsrådet för Sveriges Ungdomsorganisationer.
Sveriges scoutförbund gik 1960 sammen med Sveriges Flickors Scoutförbund til Svenska Scoutförbundet.

## Korpslejre
- 1912 Djurgården, Stockholm, i forbindelse med Olympiska spelen
- 1914 Baltiska lägren, Malmö, i forbindelse med den baltiske udstilling
- 1923 Mölndal
- 1928 Beatelund, Gustavsberg, i forbindelse med korpsets femtenårsjubilæum.
- 1931 Kullalägret, Helsingborg.
- 1946 Gränsölägret, Gränsö.
- 1950 Åvatyr, Tyresö.